# 一般化線形モデル
一般化線形モデル (いっぱんかせんけいモデル、英: Generalized linear model、GLM)は、残差を任意の分布とした線形モデル。似たものとして一般線形モデルがあるが、これは残差が多変量正規分布に従うモデル。一般化線形モデルには線形回帰、ポアソン回帰、ロジスティック回帰などが含まれる。1972年にネルダーとウェダーバーンによって提唱された。

## 概要
確率変数 {\displaystyle Y} が指数型分布族である、つまり確率密度関数 {\displaystyle f(y)} は正準 (canonical) パラメーター {\displaystyle \theta }, 分散 (dispersion) パラメーター {\displaystyle \phi } とスカラー関数 {\displaystyle a(\theta )}, {\displaystyle c(y,\,\theta )} を用いて指数型
{\displaystyle f(y;\theta ,\phi )=\exp \left\{{\frac {y\,\theta -a(\theta )}{\phi }}+c(y,\phi )\right\}}
で表すことができるものとする。
一般化線形モデルでは、指数型分布族の正準パラメーター {\displaystyle \theta } について滑らかであるリンク関数 (link function) と呼ばれる関数 {\displaystyle g(\theta )} が、別の確率変数 {\displaystyle \mathbf {X} } の実現値 {\displaystyle \mathbf {x} } を用いて、{\displaystyle g(\theta )=\mathbf {x} ^{T}\,{\boldsymbol {\beta }}} と表せるものとする。
一般化線型モデルは下記の3つの要素から構成される。
1. 指数型分布族の確率分布
2. 線形予測子 (linear predictor) {\displaystyle \eta =\mathbf {x} ^{T}{\boldsymbol {\beta }}}
3. リンク関数 (link function) {\displaystyle g} such that {\displaystyle g(\theta )=\eta }

## 指数分布族の性質
下記のように尤度関数を定める。
{\displaystyle L\equiv \log {f(y;\theta ,\phi )}={\frac {y\,\theta -a(\theta )}{\phi }}+c(y,\phi )}
このとき、下記等式が成立する。
{\displaystyle E\left({\frac {\partial L}{\partial \theta }}\right)=0,\;E\left({\frac {\partial ^{2}L}{\partial \theta ^{2}}}\right)=-E\left({\frac {\partial L}{\partial \theta }}\right)^{2}}
この等式を用いて計算すると、確率変数 {\displaystyle Y} の平均は {\displaystyle a'(\theta )}、分散は {\displaystyle \phi \,a''(\theta )} であることが分かる。
下記の他、多くの確率分布が指数分布族に分類される。
- 正規分布
- ベルヌーイ分布
- ポアソン分布
- 二項分布
- ガウス分布

## 実例

### 正規分布に従うモデル
既知の値 {\displaystyle \sigma ^{2}} を用いて {\displaystyle a(\theta )=\theta ^{2}/2}, {\displaystyle \phi =\sigma ^{2}}, {\displaystyle c(y,\,\phi )=-\left(y^{2}/\sigma ^{2}+\log {2\pi \sigma ^{2}}\right)/2} と表されるとき、{\displaystyle f(y;\theta )={\frac {1}{{\sqrt {2\pi }}\sigma }}\exp {\left(-{\frac {(y-\theta )^{2}}{2\sigma ^{2}}}\right)}} は平均 {\displaystyle \theta }, 分散 {\displaystyle \sigma ^{2}} の正規分布に相当する。
リンク関数として {\displaystyle g(\theta )=\theta } (正準リンク<canonical link>とよぶ) を取るとき、これは、正規線型モデル (通常の線型回帰) に相当する。平均 {\displaystyle \theta } は {\displaystyle \mathbf {x} ^{T}\,{\boldsymbol {\beta }}} で与えられる。

### ベルヌーイ分布に従うモデル
{\displaystyle p=e^{\theta }/(1+e^{\theta })} を用いて {\displaystyle a(\theta )=-\log {(1-p)}}, {\displaystyle \phi =1}, {\displaystyle c=0} と表されるとき、{\displaystyle f(y;\theta )=p^{y}(1-p)^{1-y}} は生起確率 {\displaystyle p} のベルヌーイ分布に相当する。
リンク関数として {\displaystyle g(\theta )=\theta } を取るとき、これはロジスティック回帰モデル (logistic regression model) に相当する。{\displaystyle Y=1,0} の確率は、それぞれ、
{\displaystyle P(Y=1\mid \mathbf {x} )={\frac {\exp {(\mathbf {x} ^{T}\,{\boldsymbol {\beta }})}}{1+\exp {(\mathbf {x} ^{T}\,{\boldsymbol {\beta }})}}}}
{\displaystyle P(Y=0\mid \mathbf {x} )={\frac {1}{1+\exp {(\mathbf {x} ^{T}\,{\boldsymbol {\beta }})}}}}
で与えられる。
リンク関数として {\displaystyle g(\theta )=\psi ^{-1}(p)} (ただし、{\displaystyle \psi } は標準正規分布の累積分布関数) を取るとき、これはプロビット回帰モデルに相当する。{\displaystyle p=\psi (\mathbf {x} ^{T}\,{\boldsymbol {\beta }})}となる。
パラメーターの決定には、ニュートン法を用いた最尤法などがある。